# Sancho Muñoz
Sancho Muñoz (Cuenca,  último tercio del siglo XV-después de 1520) fue un rejero español del Renacimiento. Fue considerado en su tiempo uno de los mejores rejeros de España y el creador de la escuela de Cuenca. A pesar de ello, su obra reconocida y conservada es muy escasa, se reduce  al diseño en 1510 de la reja de la capilla mayor de la catedral de Cuenca que fue ejecutada por Juan Francés y las rejas de los laterales de la capilla mayor de la catedral de Sevilla que realizó a partir de 1518. En sus obras utiliza barrotes torsos que corresponden al estilo gótico, pero incluyendo una profusa decoración de estilo plateresco en la crestería. Uno de sus continuadores fue Hernando de Arenas, también afincado en la ciudad de Cuenca.